# سلسلة البايرو

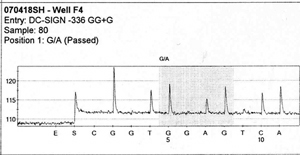

سلسلة البايرو (بالإنجليزية: Pyrosequencing) هو طريقة ل سلسلة الحمض النووي (من أجل تحديد النيوكليوتيدات في الحمض النووي) على أساس «تسلسل من جانب توليف» من حيث المبدأ. وقد قام بتطوير هذه التقنية (مصطفى رونقي) Mostafa Ronaghi و Pål Nyrén في المعهد الملكي للتكنولوجيا في ستوكهولم في نهاية التسعينات.